# Brithys pancratii
Brithys pancratii är en fjärilsart som beskrevs av Cyrillo 1787. Brithys pancratii ingår i släktet Brithys och familjen nattflyn. Inga underarter finns listade i Catalogue of Life.